# Robespierre (Métro Paris)

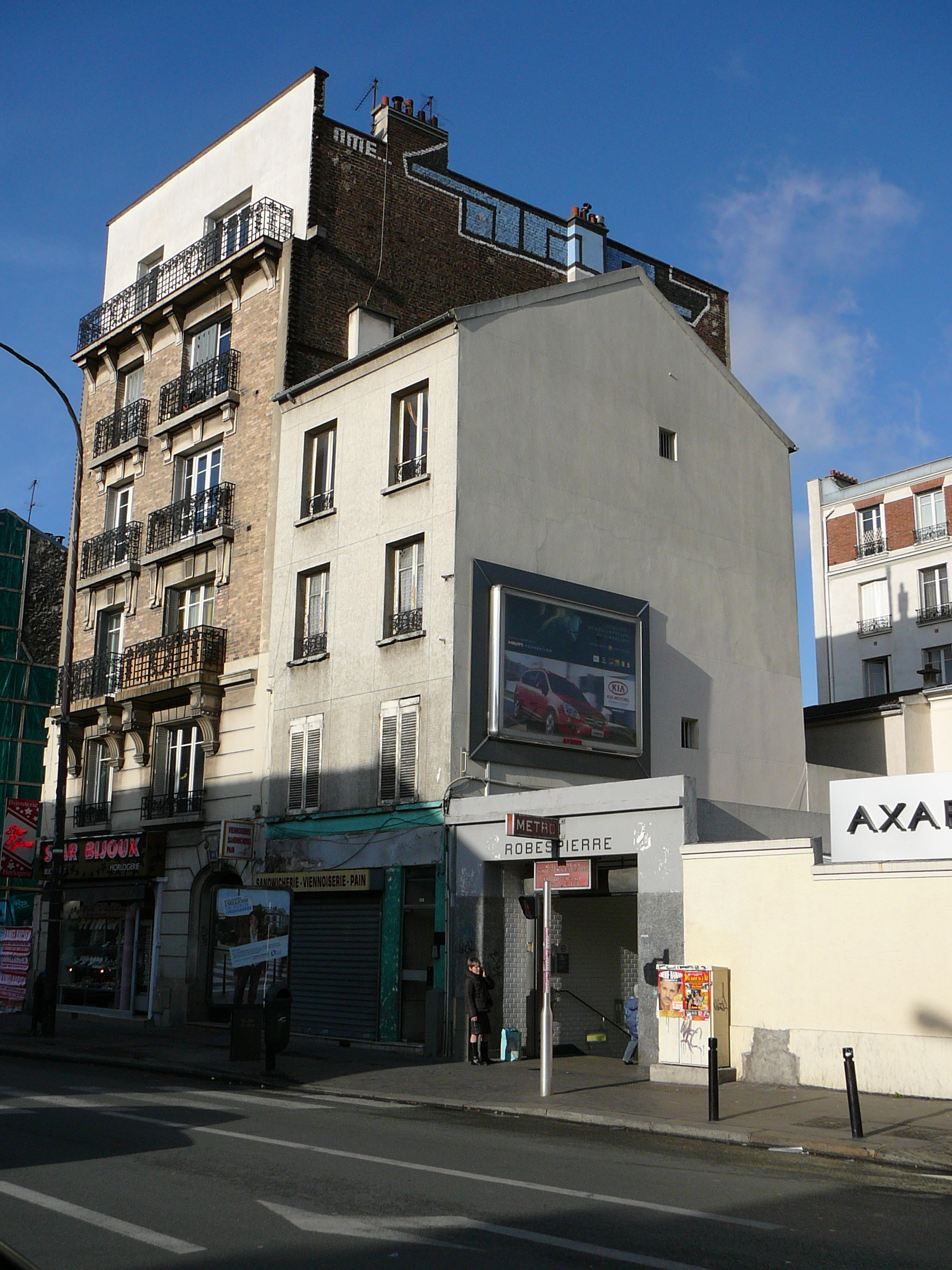
Ostzugang gegenüber der Einmündung der Rue Barbès

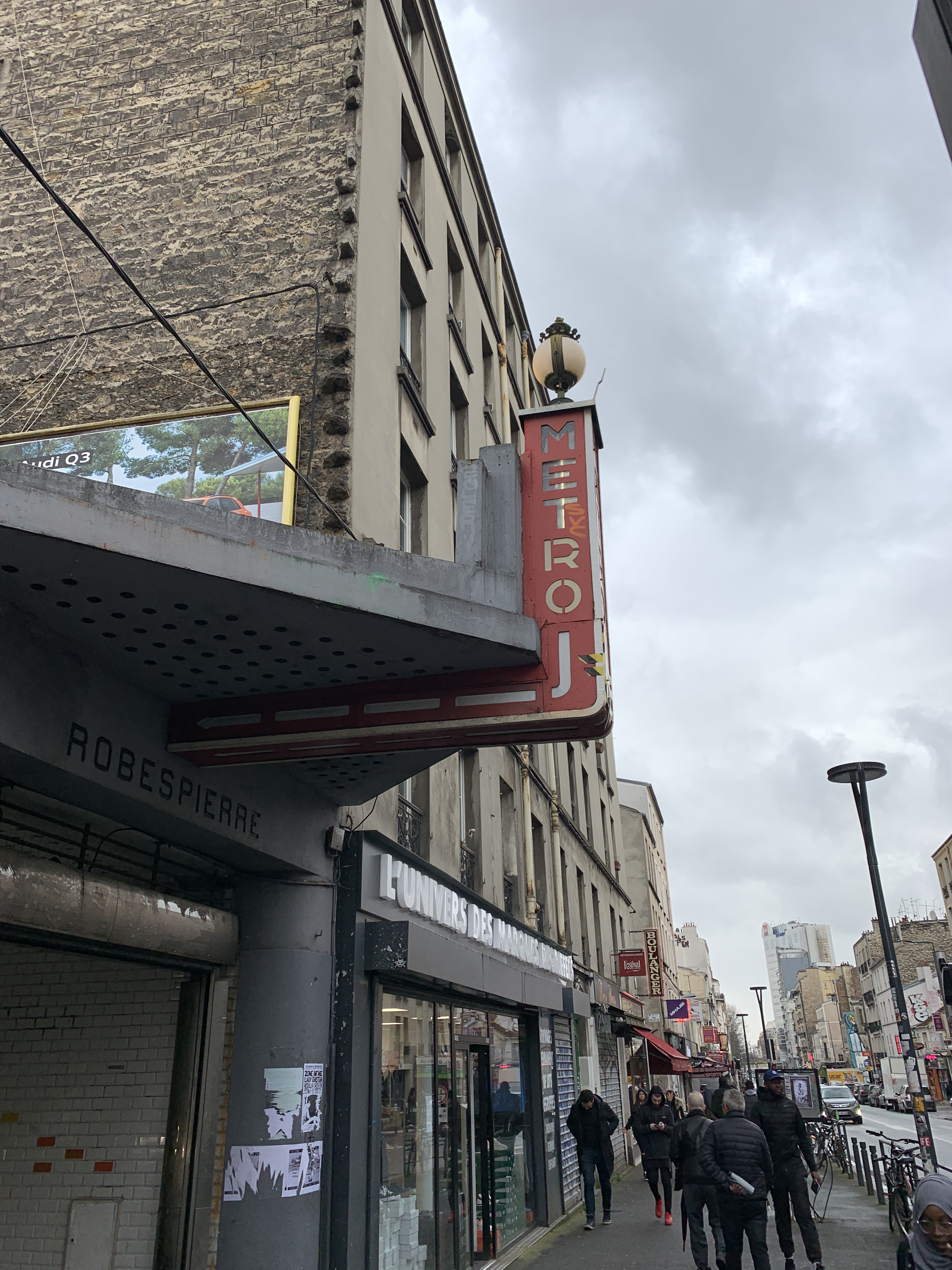
Stationsschild am Vordach des westlichen Zugangs

Der U-Bahnhof Robespierre ist eine unterirdische Station der Linie 9 der Pariser Métro.

## Lage
Die Station befindet sich im Pariser Vorort Montreuil. Sie liegt längs unterhalb der Rue de Paris in Höhe deren Kreuzung mit der Rue Robespierre.

## Name
Namengebend ist die Rue Robespierre. Der 1758 geborene Rechtsanwalt Maximilien de Robespierre war eine der bedeutendsten Personen der Französischen Revolution und einer der maßgeblichen Initiatoren der Terrorherrschaft von 1793/94. Am 17. Juli 1794 wurde er mit der Guillotine hingerichtet.

## Geschichte und Beschreibung
Die Station wurde am 14. Oktober 1937 in Betrieb genommen, als der letzte Abschnitt der Linie 9 von der Station Porte de Montreuil bis zur Station Mairie de Montreuil eröffnet wurde.
Sie ist 105 m lang und weist zwei beiderseits der Streckengleise liegende Seitenbahnsteige auf. Der Querschnitt ist ellipsenförmig, die Decke und die Wände sind weiß gefliest.
Die beiden eingeschossigen Zugangsbauwerke sind in die Bauflucht integriert und durch rote Schilder mit der Aufschrift METRO gekennzeichnet.

## Fahrzeuge

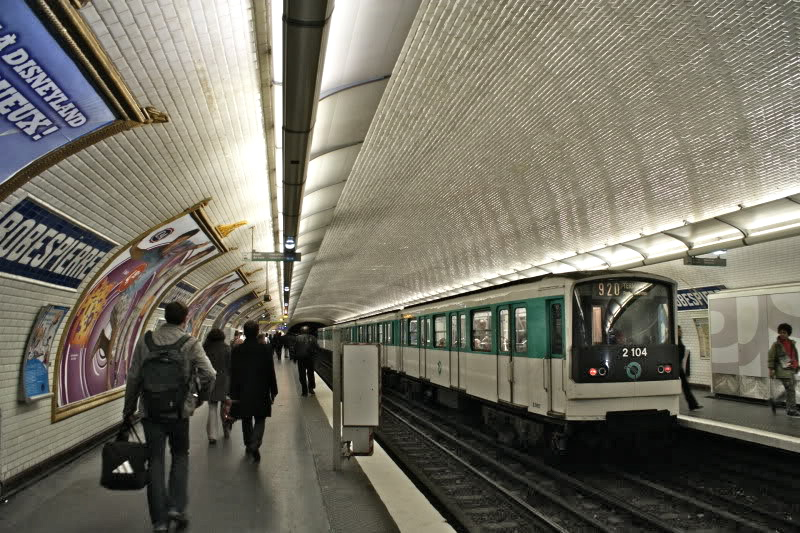
Zug der Baureihe MF 67 in der Station (2010)

Die Linie 9 wird mit konventionellen Fahrzeugen betrieben, die auf Stahlschienen verkehren. Zunächst verkehrten Züge der Bauart Sprague-Thomson, die dort ihr letztes Einsatzgebiet hatten. 1983 kam die Baureihe MF 67 auf die Strecke. Seit Oktober 2013 kam zunehmend die Baureihe MF 01 zum Einsatz, am 14. Dezember 2016 verkehrte der letzte MF-67-Zug auf der Linie 9.